# Istoria mecanicii cuantice
Istoria mecanicii cuantice este o parte fundamentală a istoriei fizicii moderne.
Aceasta a început, în esență, cu un număr de diferite descoperiri științifice precum: descoperirea razelor catodice de către Michael Faraday în 1838, sugestia din 1877 a lui Ludwig Boltzmann cum că stările energetice ale unui sistem fizic ar putea fi discrete, descoperirea efectului fotoelectric făcută de Heinrich Hertz în 1887, enunțarea problemei radiațiilor făcută asupra corpurilor negre de către Gustav Kirchhoff în iarna lui 1859-1860 și ipoteza cuantică din 1900, enunțată de Max Planck, care spune că orice sistem atomic radiant de energie poate fi, teoretic, împărțit intr-un număr discret de „elemente de energie” ε (epsilon), astfel încât fiecare dintre aceste elemente de energie este proporțional cu frecvența ν cu care fiecare dintre ele radiază individual energie, așa cum sunt definite în următoarea formulă: {\displaystyle \epsilon =h\nu \ }, unde h este un număr numit constanta lui Planck.
Apoi, Albert Einstein, cu scopul de a explica efectul fotoelectric raportat de către Heinrich Hertz in 1887, a postulat în concordanță cu ipoteza lui Max Planck că lumina însăși este constituită din particule cuantice individuale, care în 1926 au fost denumite fotoni de către Gilbert N. Lewis. Efectul fotoelectric a fost observat la lumina unei frecvențe de undă pe anumite materiale, cum ar fi metalele, care făcea ca electronii să fie scoși din aceste materiale numai în cazul în care lumina energiei cuantice era mai mare decât funcția de lucru din suprafața metalului.
Expresia de „mecanica cuantică” a fost folosită pentru prima dată în Germania, (Quantenmechanik) de către grupul de fizicieni Max Born, Werner Heisenberg și Wolfgang Pauli, la Universitatea din Göttingen la începutul anilor 1920, iar în anul 1924 a fost menționată în lucrarea lui Born, „Zur Quantenmechanik”. În anii următori, aceasta bază teoretică a început încet să se aplice în structura chimică, reactivitate și legături.
Expresia „fizică cuantică” a fost folosită pentru prima dată în lucrarea lui Johnston „Universul lui Planck în lumina fizicii moderne”.

## Prezentare generală
Fizica, în accepțiunea actuală a termenului, a fost fondată la mijlocul al XIX-lea, ca sinteză a unor științe mai vechi: mecanica, optica, acustica, electricitatea și magnetismul, termodinamica și proprietățile fizice ale materiei. Sinteza a fost posibilă după ce s-a constatat că diferitele forțe ale naturii sunt legate între ele și că se pot transforma din una în alta din cauza faptului că toate sunt forme de energie.
Mecanica cuantică este teoria mișcării particulelor materiale la scară atomică.
Ludwig Eduard Boltzmann a sugerat în 1877 că nivelele de energie ale unui sistem fizic, cum ar fi o moleculă, ar putea fi discrete. El a fost unul dintre fondatorii Austrian Mathematical Society, împreună cu matematicienii Gustav von Escherich și Emil Müller. Raționamentul lui Boltzmann asupra prezenței unor nivele de energie discrete în molecule, cum ar fi cele de iod în stare gazoasă, având originea în termodinamica lor statică și în teoriile statisticei mecanice, a fost susținută cu argumente matematice, douăzeci de ani mai târziu, de Max Planck, cu prima teorie cuantică completă. 
În 1900, fizicianul german Max Planck a introdus ideea că energia este cuantificată, cu scopul de a obține o formulă pentru frecvența observată dependentă de energia emisă de un corp negru, aceasta fiind numită formula lui Planck.

Emisia de electroni dintr-o placă de metal cauzată de fotoni cu energie mai mare decât funcţia de lucru a metalului